# Montse Monsalve de Sebastián
Montse Monsalve de Sebastián   (Aranda de Duero, 1978) es una periodista, escriptora, fundadora i directora de l'empresa Imam Comunicación.

## Biografia
Montse Monsalve, va néixer a  Aranda de Duero el 1978. Es va llicenciar en Periodisme i Comunicació Social, i es va formar en màrqueting, protocol, imatge personal, oratòria i xarxes socials. Com a periodista radiofònica, a dirigit informatius i la programació a; Onda Cero,Cadena Ser, Cadena Cope, Radio Nacional de España i Èxit Punto Radio. En d'altres mitjans ha col-laborat amb; El Día de Valladolid, Televisió d´Eivissa i Formentera, Europa Press, Ical i Diario de Burgos.
El desembre del 2004, va fundar a Eivissa, amb Marta Jiménez, l'agencia de màrqueting i comunicació Imam Comunicación de la qual en fou directora.
Ha escrit diversos llibres entre els quals;Adlib: una historia de cuento (2018) i Bitácora de una distopía (2020).
El 2025 fou inclosa a la llista Forbes de les 50 dones més influents de les Balears.